# Rättfärdig blev världen
Rättfärdig blev världen är en sång av Magnus Brynolf Malmstedt från 1754, ofta tillskriven Anders Carl Rutström. Numret (77) i Sions Nya Sånger 7:e upplagan 1870, säger att det är Rutstsröms text då Malmstedts psalmer finns under rubriken Några Sånger af andra Författare No. 90 o. f.
Texten framställer i paradoxal form läran om rättfärdiggörelsen som både objektivt, en gång för alla genom Jesus död och som subjektivt mottagen och implementerad i den enskilda, troende människans själ. 

## Publicerad som
- Nr 77 i Sions Nya Sånger, 5:e upplagan 1863.
- Nr 64 i Lova Herren 1988 under rubriken "Frälsningen i Kristus".